# Dino Bošnjak
Dino Bošnjak (21 de enero de 1994) es un deportista de Croacia que compite en atletismo. Ganó una medalla de oro en el Campeonato Europeo de Atletismo por Equipos de 2019, en la prueba de 3000 m.